# Almamellék
Almamellék je vas na Madžarskem, ki upravno spada pod podregijo  Županije Baranja.